# Andrew Kinnear
 (mai 2021).
Si vous disposez d'ouvrages ou d'articles de référence ou si vous connaissez des sites web de qualité traitant du thème abordé ici, merci de compléter l'article en donnant les références utiles à sa vérifiabilité et en les liant à la section « Notes et références ».
Pour les articles homonymes, voir Kinnear.
Andrew Kinnear (vers 1750 - 1818), était un homme politique canadien du Nouveau-Brunswick.
Andrew Kinnear naît aux alentours de 1750 à Limavady, en Irlande, alors sous domination anglaise. Loyaliste, il s'établit en 1783 à Sackville, au Nouveau-Brunswick. Il devient commissaire au Fort Cumberland et se lance en politique en étant élu député de Westmorland lors de la 1re législature du Nouveau-Brunswick en 1786. Il meurt le 23 mai 1818.